# Carlos di Sarli

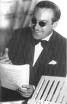
Carlos di Sarli

Carlos Di Sarli (Bahía Blanca, 7 de Janeiro de 1900 - Olivos, 12 de Janeiro de 1960) foi um compositor, pianista e diretor de orquestra argentino.
Começou acompanhando cantores ao piano, e em 1925 começa a formar a sua orquestra, que se tornaria uma das mais populares do meio tangueiro. Di Sarli imprimiu ao tango um romantismo nunca dantes verificado,agradando a muitos dançarinos do gênero; mas a sua principal contribuição para a música rioplatense foi o resgate de muitos dos tangos da chamada Guardia vieja, que haviam caído no esquecimento.
Em 1926,compõe seu primeiro tango, Meditación, e em 1929 começa a sua fase de gravações,que foi muito profícua,deixando mais de duzentos discos.Sua orquestra foi atuante até a morte do compositor.Nesses mais de trinta anos de um intenso trabalho Di Sarli revelou muitos cantores como Alberto Podesta e Roberto Rufino,e músicos como Alberto Di Paulo,que segue sua maneira de executar tangos. Foi cognominado de El Señor del Tango.

## Composições
- Corazón
- Nido Gaucho
- Charlemos
- Así era mi novia
- Milonguero Viejo
- Chiquetera
- Bahía Blanca
- Bien frappé
- De qué podemos hablar